# David Howard (Dichter)
David Howard (* 1959 in Christchurch) ist ein neuseeländischer Dichter und Herausgeber. Er ist Mitbegründer und war erster Herausgeber des neuseeländischen Literaturmagazins Takahē. Außerdem ist er Gründungsmitglied der Canterbury Poets Collective, die junge Poeten im Umfeld der University of Canterbury in Christchurch fördert. Seine Gedichte wurden bereits in viele europäische Sprachen übersetzt.

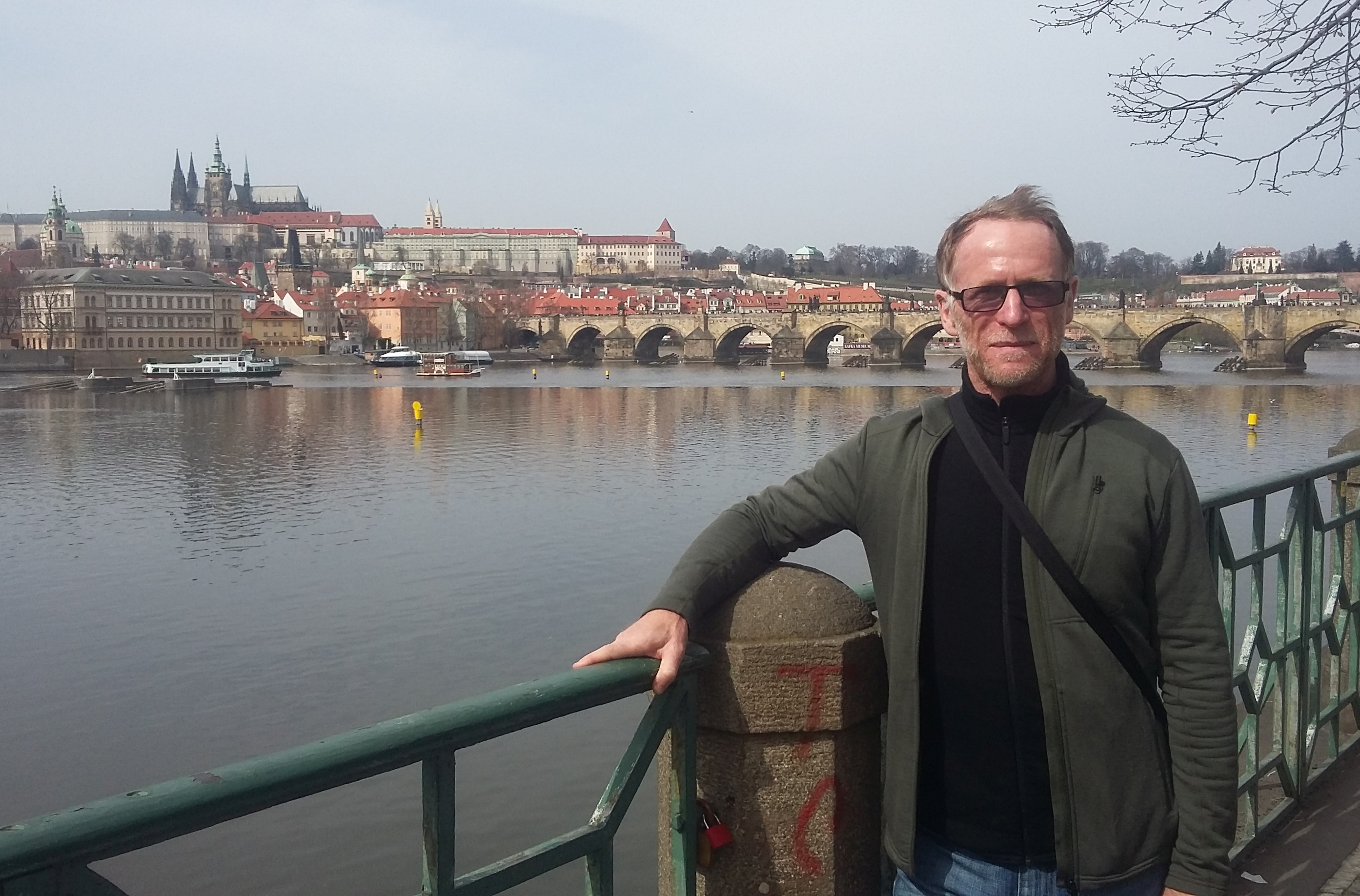
David Howard bei seinem Besuch in Prag 2016

## Leben
David Howard arbeitete zunächst als Fachmann für Pyrotechnik und Spezialeffekte. Seine Kundschaft beinhaltete Acts wie die All Blacks, Janet Jackson und Metallica. 2003 zog er sich aus diesem Berufsleben zurück, um in Purakanui in der Region Otago zu leben und zu schreiben. Howard sagt, er genieße dort die Gleichgültigkeit der Welt gegenüber seinen Entwürfen von ihr.
Howard war bereits 1989 Mitbegründer und zu Beginn auch Herausgeber des neuseeländischen Literaturmagazins Takahē, welches nach einem flugunfähigen Vogel Neuseelands benannt worden war. 1993 schied er jedoch aus der Redaktion aus. Zum 25. Anniversary Takahē Poetry Competition im Jahre 2014 war Howard als verantwortlicher Juror tätig. 1990 gründete er in Christchurch die Canterbury Poets Collective, kurz CPC. Der Name lehnt sich an die University of Canterbury in Christchurch an, in deren Umfeld die CPC Open-Mic-Abende für jungen Poeten mit namhaften Gastauftritten veranstaltet.
Im Februar 2009 erhielt Howard eine Förderung des International Writers' Programme, um am International Poetry Festival in Granada (Nicaragua) teilzunehmen. Von März bis April 2016 war er zu Besuch in Europa, vor allem in Prag, wo er eine Förderung als Stadtschreiber im Rahmen des Creative Cities Network erhielt.

## Werk und Rezeption
Seit seiner ersten Buchveröffentlichung 1991 nimmt David Howard rege Anteil am genreübergreifenden Kulturschaffen seiner Region Otago, seiner Heimat Neuseelands und der westlichen Welt. So waren in seinem ersten Buch In the First Place Fotografien des neuseeländischen Regisseurs und Produzenten Paul Swadel abgebildet.
Harriet Zinnes vom Denver Quarterly (USA) schreibt 2000 über Howards drittes Buch Shebang: Collected Poems 1980–2000: „[…] der freimütige Schwung der Zeilen und auch seine intellektuelle Präzision […] besitzen eine Art zeitgenössischer Poesie, das heißt, eine Poesie, die Maßlosigkeit meidet aber eine Zartheit verströmt und ein Verlangen, selbst wenn sie deren Ausdauer bezweifelt, und sogar deren Macht.“
2003 kommt es unter dem Titel How to Occupy Our Selves zu einer Zusammenarbeit mit der Fotografin Fiona Pardington. Ein Jahr später schreibt er für den in Leipzig lebenden neuseeländischen Fotografen Dean J. Nixon im Rahmen seines Projektes über den Karl-Heine-Kanal das Gedicht The Folly of Honest Men. Die Creative New Zealand Projekt-Förderung ermöglicht Howard seit 2002 eine Sammlung von Arbeiten über Mittel- und Osteuropa, wiederum in Kooperation mit Künstlern anderer Gattungen. Das Gedicht There you go wird 2007 von der tschechischen Komponistin Marta Jiráčková vertont. Im gleichen Jahr führt die slowenische Komponistin Brina Jez-Brezavscek ihre Arbeit zu Howards Werk The Flax Heckler, welches 2009 unter dem Titel Dead Man Blues in einer limitierten Auflage veröffentlicht wurde.
Aber auch mit typisch neuseeländischen Themen befasste sich Howard zu Beginn des neuen Jahrtausends. 2006 erschien The Word Went Round, in dem sich Howard mit der Einwanderungswelle aus Irland im 19. Jahrhundert beschäftigt. Der Maler Garry Currin steuerte zu der Publikation meditative Meerlandschaften bei. bei Erscheinung wertete der ehemalige Te Mata Poet Laureate Brian Turner: „Howard has his own ways of saying, and, something not all poets can claim, things to say. (Howard hat seine eigene Art, etwas zu sagen, und, was nicht alle Dichter von sich behaupten können, er hat etwas zu sagen.)“ Bernard Gadd schrieb einst in seiner Rezension auf der Webseite der New Zealand Poetry Society:

“Nonetheless, this book as a whole is another collection of well wrought and mature poetry from David Howard, another which libraries should have.”

„Nichtsdestotrotz ist dieses Buch im Ganzen eine weitere Sammlung gut gearbeiteter und reifer Dichtkunst von David Howard, ein weiteres Buch, das die Bibliotheken haben sollten.“

David Howards Arbeiten sind Teil zahlreicher Anthologien wie New Zealand Love Poems (2000), Shards of Silver (2006), Painted Poems (2007), New Zealand Poets in Performance (2008), Land Very Fertile (2008), Swings + Roundabouts (2008), A Good Handful (2008) und Our Own Kind (2009). Seine Werke werden übersetzt ins Deutsche, Italienische, Slowenische, Spanische und Tschechische.
Michael Harlow, Robert Burns Fellow der University of Otago aus dem Jahre 2010, sagt über ihn: „Surely, David Howard is one of the most original voices in New Zealand poetry. (Sicherlich ist David Howard eine der originellsten Stimmen in der Dichtung Neuseelands.)“ Im Jahre 2013 selbst Robert Burns Fellow schreibt Howard The Speak House mit dem Untertitel A Poem in Fifty-Seven Pentastichs on the Final Hours in the Life of Robert Louis Stevenson (Ein Gedicht in 57 Fünfzeilern über die letzten Stunden im Leben des Robert Louis Stevenson). Als Illustration dienen ihm Holzschnitte von Stevenson selbst. Von der Redewendung das eigene Leben vor den Augen vorbeiziehen sehen ausgehend gestaltet Howard einen fieberhaften Reigen an Eindrücken, wie sie Stevenson in seinen letzten Stunden erlebt haben mag. Denys Trussell von Landfall Review schreibt: „Howard has composed not so much a stream of consciousness, but a final and enigmatic streaming of unconsciousness. (Howard hat nicht so sehr einen Bewusstseinsstrom erschaffen, als einen endgültigen und hintergründigen Strom des Unbewussten.)“
Die neueste Arbeit David Howards zeigt ihn in der Rolle des Herausgebers und Bewahrers. Die Werke des früh verstorbenen Historikers und Dichters Iain Lonie (1932–1988) wurden von Howard gesammelt unter dem Titel A Place to Go On From herausgegeben und für die Nachwelt bewahrt. Der New Zealand Poet Laureate Vincent O’Sullivan bemerkt dazu: „I can’t imagine how we could over estimate just how much we owe to David Howard for this superb edition of Iain Lonie’s poems. Just as I, for one, can’t sidestep a certain shame at not realising until now how fine and important a writer Lonie was. (Ich kann mir nicht vorstellen, wie wir überschätzen könnten, was wir David Howard schulden für seine hervorragende Ausgabe von Iain Lonies Gedichten. Genau so wie ich eine gewisse Scham nicht unterbinden kann, bis heute nicht bemerkt zu haben, wie ausgezeichnet und wichtig der Schriftsteller Lonie war.)“

## Bibliografie (Auswahl)

### Als Autor
- Shebang: collected poems 1980–2000 – mit Bildern von Jason Greig; Steele Roberts, Wellington 2000, ISBN 1-877228-59-1.
- The Word Went Round – mit Gemälden von Gary Currin; Otago University Press, Dunedin 2006, ISBN 1-877372-31-5.
- The Incomplete Poems; Cold Hub Press, Governor’s Bay, Lyttelton 2011, ISBN 978-0-473-18986-0.
- You Look So Pretty When You’re Unfaithful to Me – mit Drucken von Peter Ransom; Holloway Press, Auckland 2012.
- The Speak House; Cold Hub Press, Governor’s Bay, Lyttelton 2014, ISBN 978-0-473-28364-3.

### Als Herausgeber
- Takahē Ausgaben 1–16 (mit Mike Minehan und Bernadette Hall); Takahē Publishing Collective, Christchurch 1989–93.
- A Place To Go On From: the Collected Poems of Iain Lonie; Otago University Press, Dunedin 2015, ISBN 978-1-927322-01-7.

## Auszeichnungen
- New Zealand Society of Authors Mid-Career Writers’ Award (2009)
- University of South Pacific Poetry Prize (2011)
- Robert Burns Fellowship (2013)[9]
- Otago Wallace Residency (2014)[10]